# Germanofilia
Germanofilia é a simpatia ou admiração pela cultura alemã. A visão oposta é a germanofobia. Não deve ser confundido com o pangermanismo, um movimento político-ideológico que busca a unificação ou a expansão da Alemanha, de acordo com circunstâncias históricas.
O termo é utilizado sobretudo nos séculos XIX e XX, após a unificação da Alemanha e a ascensão do Império Alemão. O termo é usado não só politicamente, mas também culturalmente, por exemplo, Slavoj Zizek se refere à tríade geográfica da Europa composta da Inglaterra (o pragmatismo utilitarista), França (a precipitação revolucionária) e Alemanha (o rigor reflexivo). No romantismo britânico do século XIX, o antônimo do termo é escandofilia, expressando uma dicotomia associada à cultura anglo-saxã tanto com a cultura germânica ocidental continental, quanto com a cultura germânica setentrional (escandinava) (o "revival viking"). O termo também é usado em oposição à helenofilia, uma afinidade com o "teutônico" ou cultura e ponto de vista em oposição a uma predileção germânica pela Antiguidade Clássica.
Na Europa continental, a partir do final do século XIX (principalmente da Guerra Franco-Prussiana de 1870), a dicotomia é bem produzida entre a Alemanha e a França. Os germanófilos optam por alinhar-se com a Alemanha contra uma França vista pejorativamente como chauvinista. O termo paralelo referindo-se a Inglaterra é anglofilia. Por exemplo, na Espanha neutra durante a Primeira Guerra Mundial, havia uma corrente de opinião germanófila contrária à aliadófila (por sua vez dividida entre francófilos e anglófilos). O termo reaparece no contexto da Segunda Guerra Mundial.
Henry Louis Mencken é um escritor germanófilo dos EUA do século XX. O termo germanofilia também foi usado (em contextos educativos) para se referir ao sistema educativo alemão dos séculos XIX e XX, com base no grande prestígio internacional de intelectuais alemães, desde a época de Alexander von Humboldt (veja Universidade Humboldt de Berlim), que serviu de modelo para muitas universidades de elite do resto do mundo, de Oslo para Harvard.